# Xã Walkerville, Quận Greene, Illinois
Xã Walkerville (tiếng Anh: Walkerville Township) là một xã thuộc quận Greene, tiểu bang Illinois, Hoa Kỳ. Năm 2010, dân số của xã này là 233 người.